# ميزنيق
الميزنيق (الاسم العلمي:†Mesonyx) هو جنس منقرض من الثدييات يتبع فصيلة الميزنيقات من رتبة الميزنيقيات.